# Travnik, Cerkno
Travnik je naselje v Občini Cerkno. Ustanovljeno je bilo leta 1997 iz dela ozemlja naselij Jazne in Otalež. Leta 2015 je imelo 64 prebivalcev.